# Heteropoda hampsoni
Heteropoda hampsoni là một loài nhện trong họ Sparassidae.
Loài này thuộc chi Heteropoda. Heteropoda hampsoni được Mary Agard Pocock miêu tả năm 1901.